# جيرالد تالبوت
جيرالد تالبوت (بالإنجليزية: Gerald Talbot)‏ هو سياسي أمريكي، ولد في 1931. حزبياً، نشط في الحزب الديمقراطي. وقد انتخب عضو مجلس نواب مين.